# تل قم
تل قم یکی از روستاهای شهرستان فراشبند در استان فارس ایران است. این روستا در دهستان دژگاه بخش دهرم قرار دارد و بر پایه سرشماری عمومی نفوس و مسکن در سال ۱۳۹۵ جمعیت آن ۳۸۴ نفر در ۱۰۵ خانوار بوده‌است.